# 第37回ニューヨーク映画批評家協会賞
『第37回ニューヨーク映画批評家協会賞』は、1971年の優秀な映画に贈られた賞である。

## 受賞
- 作品賞：
  - 時計じかけのオレンジ

- 主演男優賞：
  - ジーン・ハックマン - フレンチ・コネクション

- 主演女優賞：
  - ジェーン・フォンダ - コールガール

- 助演男優賞
  - ベン・ジョンソン - ラスト・ショー

- 助演女優賞
  - エレン・バースティン - ラスト・ショー

- 監督賞：
  - スタンリー・キューブリック - 時計じかけのオレンジ

- 脚本：
  - ペネロープ・ギリアット - 日曜日は別れの時
  - ラリー・マクマートリー、ピーター・ボグダノヴィッチ - ラスト・ショー